# Alliierte Invasion in Italien
1940–1945: Luftangriffe auf Italien
1940: Angriff auf Tarent
1943: Operation Husky (Lehrgang) – Waffenstillstand von Cassibile – Invasion in Italien (Baytown, Avalanche, Slapstick) – Fall Achse – Schlacht um Ortona
1944: Schlachten am Monte Cassino – Operation Shingle – Gotenstellung – Schlacht von Monte Castello
1945: Frühjahrsoffensive
Die Alliierte Invasion in Italien im Zweiten Weltkrieg war eine Landeoperation der Westalliierten auf dem italienischen Festland im September 1943. Sie folgte auf die Landung in Sizilien (Operation Husky) und war Teil des Italienfeldzugs. Die Hauptoperation Avalanche fand bei Salerno in Kampanien statt und hatte die Einnahme des Hafens von Neapel zum Ziel. Im Ergebnis führte diese Landung zum Ausscheiden Italiens aus dem Krieg. Süditalien musste von der deutschen Wehrmacht geräumt werden.

## Vorgeschichte
Auf der Casablanca-Konferenz Anfang 1943 hatte der britische Premier Winston Churchill versucht, US-Präsident Franklin D. Roosevelt von der Idee zu überzeugen, den Angriff auf die „Festung Europa“ mit einem Angriff von Süden auf Sizilien zu beginnen. Churchill argumentierte, dass für das weitere Vorgehen die Sicherung der Schifffahrtswege im Mittelmeer notwendig war. Außerdem könne Italien auf diese Weise zum Ausscheren aus der Front der Achsenmächte bewegt werden. Auf der Trident-Konferenz im Mai 1943 einigte man sich grundsätzlich auf eine Fortsetzung der Operationen im Mittelmeerraum im Jahre 1943 mit dem Ziel, das Ausscheiden Italiens aus dem Krieg herbeizuführen. Hierdurch sollten die Aussichten der für 1944 geplanten Operation Roundup verbessert werden, da die deutsche Armee gezwungen sein würde, zusätzliche Divisionen zur Besetzung des Balkan und zur Verteidigung Norditaliens und Südfrankreichs einzusetzen. Der alliierte Oberbefehlshaber im Mediterranean Theater of Operations General Dwight D. Eisenhower wurde daraufhin beauftragt, Optionen für Folgeoperationen für Operation Husky auszuarbeiten. Die Amerikaner favorisierten ursprünglich eine Landung auf Sardinien und Korsika und eine Intensivierung des Luftkriegs, die Briten sprachen sich für eine Landung auf dem italienischen Festland mit der Option, später einen Brückenkopf in Albanien zu errichten, aus.
Die Operation Husky gegen Sizilien begann am 10. Juli 1943 und wurde bis Mitte August erfolgreich abgeschlossen. Auf einen Vorschlag des amerikanischen Generalstabschefs George C. Marshall begannen Mitte Juli unter der Bezeichnung Operation Avalanche die Planungen für eine Unternehmung zur Einnahme des Hafens von Neapel.
Nachdem nach einem Treffen des Großen Faschistischen Rats am 25. Juli der italienische Diktator Benito Mussolini abgesetzt worden war, begann dessen Nachfolger Pietro Badoglio Verhandlungen über einen Separatfrieden mit den Alliierten. Auf der Quadrant-Konferenz im August 1943 beschlossen Churchill und Roosevelt, die Operationen auf dem italienischen Festland fortzusetzen.
Zuvor hatte das deutsche Oberkommando beschlossen, zusätzliche deutsche Divisionen in Norditalien und bei Rom zu stationieren, um für den Fall eines Separatfriedens der neuen italienischen Regierung die italienische Armee entwaffnen zu können. Die Planungen hierfür und für die Übernahme der italienischen Besatzungsgebiete auf dem Balkan und in Südostfrankreich wurden unter dem Stichwort „Fall Achse“ ausgearbeitet.

## Plan

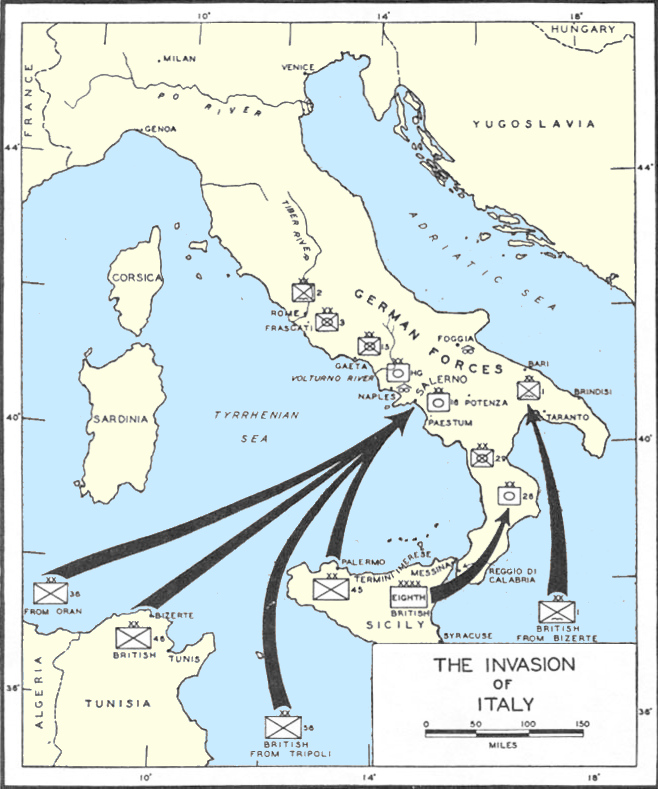
Landungen in Italien im September 1943

Während die 7. US-Armee auf Sizilien verblieb, wurden die ebenfalls bei Husky beteiligte britische 8. Armee, befehligt von General Bernard Montgomery, und die in Nordafrika aufgestellte 5. US-Armee, befehligt von General Mark W. Clark, für die Landungen ausersehen und in der 15th Army Group zusammengefasst. Den Oberbefehl hatte der britische Feldmarschall Harold Alexander, der gleichzeitig Stellvertreter Eisenhowers war.
Ihnen gegenüber stand die deutsche 10. Armee General Heinrich von Vietinghoffs unter dem Oberbefehlshaber für Süditalien GFM Albert Kesselring. Sie wurde im August durch die aus Sizilien evakuierten Einheiten des XIV. Panzerkorps verstärkt.
Aufgrund des bevorstehenden Ausscheidens Italiens aus dem Krieg beschlossen die alliierten Befehlshaber, die Hauptlandung an der Westküste Italiens durchzuführen. Die Landungen in Kalabrien über die Straße von Messina und im Golf von Tarent wurden als Nebenoperationen geplant, die die deutsche Abwehr erschweren sollten.
Die britische 8. Armee sollte am 3. September von Messina aus an der gegenüberliegenden Küste Kalabriens bei Reggio Calabria landen (Baytown). Diese Operation konnte aufgrund der geringen Distanz mit leichten Landungsbooten durchgeführt werden.
Als Landepunkt für die eine Woche später geplante Hauptlandung (Avalanche) wurde der Golf von Salerno südlich von Neapel ausgewählt, da dort bessere Bedingungen als im ebenfalls in Erwägung gezogenen Mündungsgebiet des Volturno nordwestlich von Neapel zu erwarten waren. Hierfür wurden die 5. US-Armee, bestehend aus dem amerikanischen VI Corps und dem britischen X Corps mit der 82. US-Luftlandedivision als Reserve ausgewählt, die auf dem Meeresweg von Nordafrika transportiert wurden. Ein Plan, die 82. Division zur Besetzung von Flugplätzen bei Rom einzusetzen (Operation Giant II), wurde kurzfristig fallengelassen, als klar wurde, dass die italienische Armee sich nicht auf die Seite der Alliierten stellen würde.
Die britische 1. Luftlandedivision sollte gleichzeitig als Ablenkungsmanöver für Avalanche die Landung bei Tarent (Slapstick) durchführen.

## Verlauf

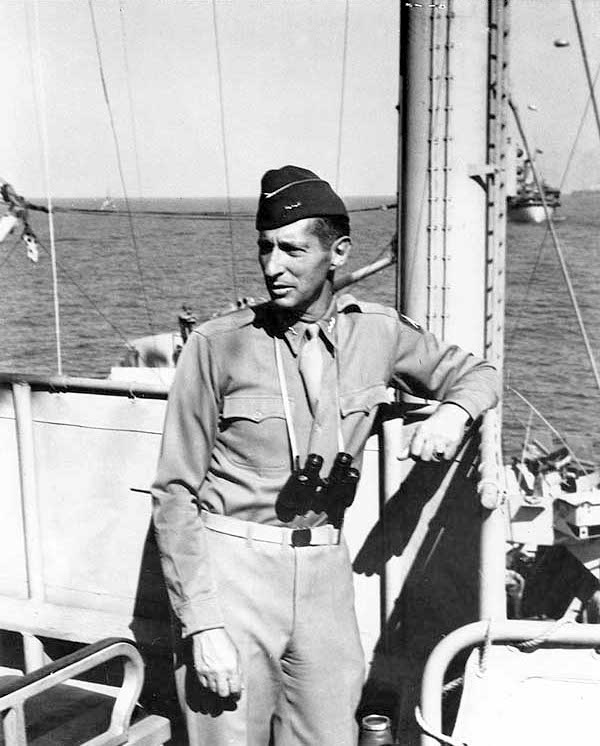
Mark W. Clark an Bord der USS Ancon, 12. September 1943

Die Landung der 8. Armee in Kalabrien am 3. September stieß nur auf geringen Widerstand, da von deutscher Seite eine weitere Landung weiter nördlich vorausgesehen wurde. Das deutsche LXXVI. Panzerkorps versuchte lediglich, den gegnerischen Vormarsch durch die Zerstörung von Brücken zu behindern.
Am 8. September wurde der Waffenstillstand von Cassibile bekanntgegeben, der bereits am 3. September unterzeichnet worden war. Die italienischen Truppen wurden daraufhin von den Deutschen entwaffnet und nahmen an den weiteren Kampfhandlungen nicht mehr teil, ebenso wie die italienische Marine, die sich den Alliierten ergab. Am 9. September konnte Tarent von der 1. Luftlandedivision fast ohne Widerstand eingenommen werden.
Am frühen Morgen des 9. September landeten die Truppen der 5. Armee bei Salerno. Im US-Sektor fand ein vorbereitendes Bombardement durch Schiffe oder Flugzeuge nicht statt. Im Norden der Landungszone sicherten US-Rangers und britische Commandos Amalfi und Salerno. Südlich davon landete das britische X. Korps und bei Paestum das amerikanische VI. Korps. Bis zum Abend des 10. September konnte trotz starker Gegenwehr eine 55 km breite Landezone in einer Tiefe von ca. 10 km gesichert werden.
Vom 12. bis 14. September erfolgte ein heftiger deutscher Gegenangriff von sechs Panzer- und motorisierten Divisionen gegen den Brückenkopf. Mit Unterstützung durch Schiffsartillerie, Bomber und den Absprung von Fallschirmjägern in die Landezone konnte die Kampflinie stabilisiert werden.
Am 16. September ordnete von Vietinghoff die Einstellung der Gegenangriffe und den Rückzug der 10. Armee an. Am gleichen Tag konnte die mittlerweile herangerückte 8. Armee die Verbindung zur 5. Armee herstellen.

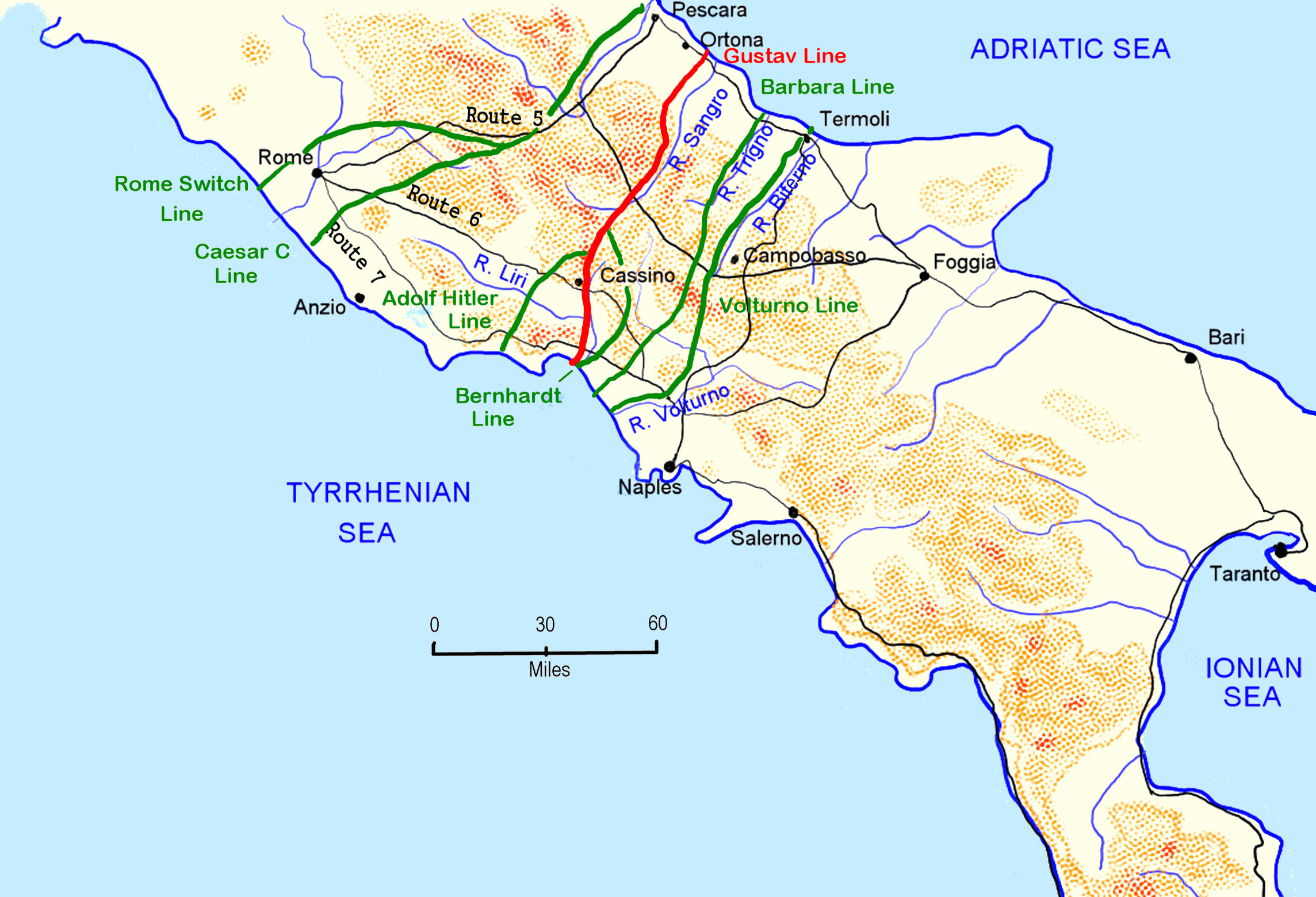
Deutsche Verteidigungslinien südlich von Rom

Am 19. September setzte die 5. Armee ihren Vormarsch auf Neapel fort und nahm am 28. September Avellino und am 1. Oktober Neapel. Am 27. September wurden von der 8. Armee die italienischen Flugplätze bei Foggia für die Alliierten gesichert. Im Oktober verlief die Frontlinie am Volturno sowie über Campobasso und Larino zur Adriaküste bei Termoli.

## Folgen
Im November 1943 wurde der bisherige Oberbefehlshaber der Heeresgruppe B in Oberitalien GFM Erwin Rommel nach Frankreich abberufen und die weitere Verteidigung Italiens dem OB Süd und Oberbefehlshaber der Heeresgruppe C GFM Kesselring übergeben. Die 10. Armee erhielt im Winter Unterstützung durch die neuaufgestellte 14. Armee.
Im weiteren Verlauf kam es zur Schlacht um Ortona (20. Dezember bis 28. Dezember 1943) und bis zum Januar 1944 zogen sich die deutschen Truppen unter weiteren schweren Kämpfen hinter die Gustav-Linie zurück. Diese blieb bis zum Mai 1944 heftig umkämpft (Schlacht um Monte Cassino).